# Adolfo Kind

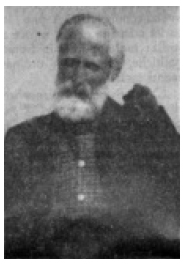
Adolfo Kind

Adolf bzw. Adolfo Kind (* 16. September 1848 in Chur; † 5. September 1907 am Piz Bernina) war ein Schweizer Chemieingenieur und einer der Väter des Skifahrens in Italien.

## Biografie
Kind stammte aus einer seit über 400 Jahren in Chur eingesessenen Walser-Familie. Als sein Vater in Italien zum Pastor der evangelischen Kirche ernannt wurde, ging die Familie nach Mailand, kehrte allerdings bei Ausbruch des Sardinischen Krieges 1859 zurück nach Graubünden. Danach absolvierte Kind in München und Zürich ein Chemiestudium, bevor er 1879 wieder zurück nach Italien ging, wo er in einer Kerzen- und Seifenfabrik in Mira eine Anstellung in der Direktion fand. Hier gründete er eine Familie, mit der er 1890 nach Turin zog, wo er eine Docht-Fabrik übernahm und diese auch führte.

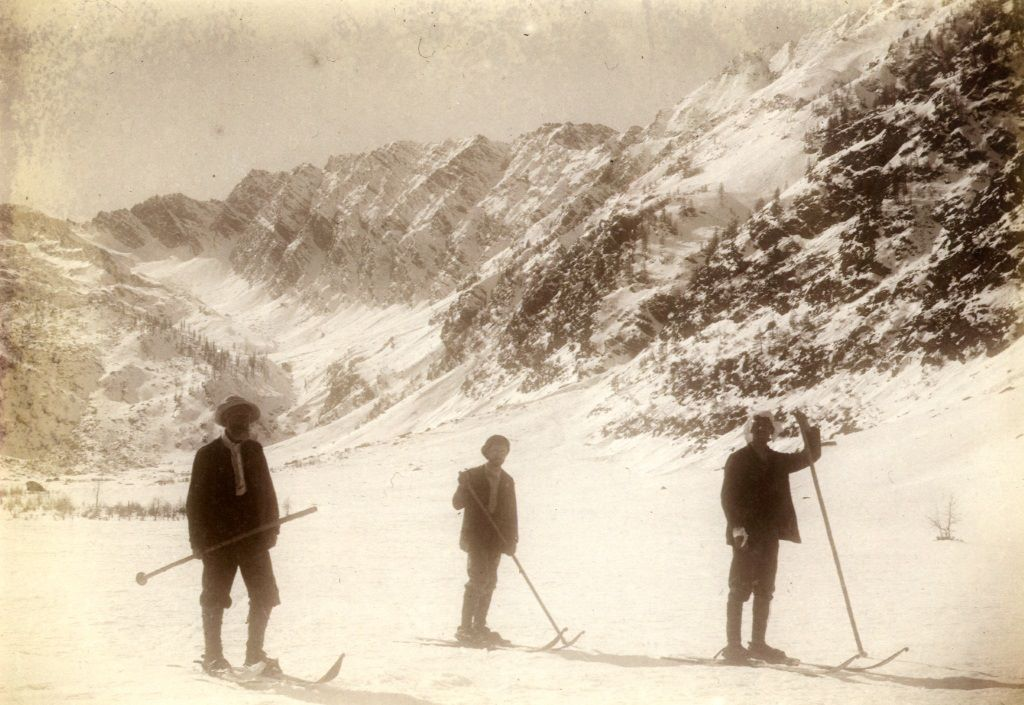

Im November 1896 liess Adolfo Kind zwei Paar Skis aus dem Kanton Glarus nach Turin kommen und erweckte damit bei seinen Freunden und Bekannten grosses Interesse für das Skifahren. So wurden die Kinds und ihre Bekannten zum Kern der italienische Skipioniere, befassten sich permanent mit der Entwicklung und Verbesserung der Aufstiegs- und Abfahrtstechniken in den Bergen und inspirierten durch ihr Vorbild immer mehr Anhänger dieser neuen Sportart in der Umgebung.

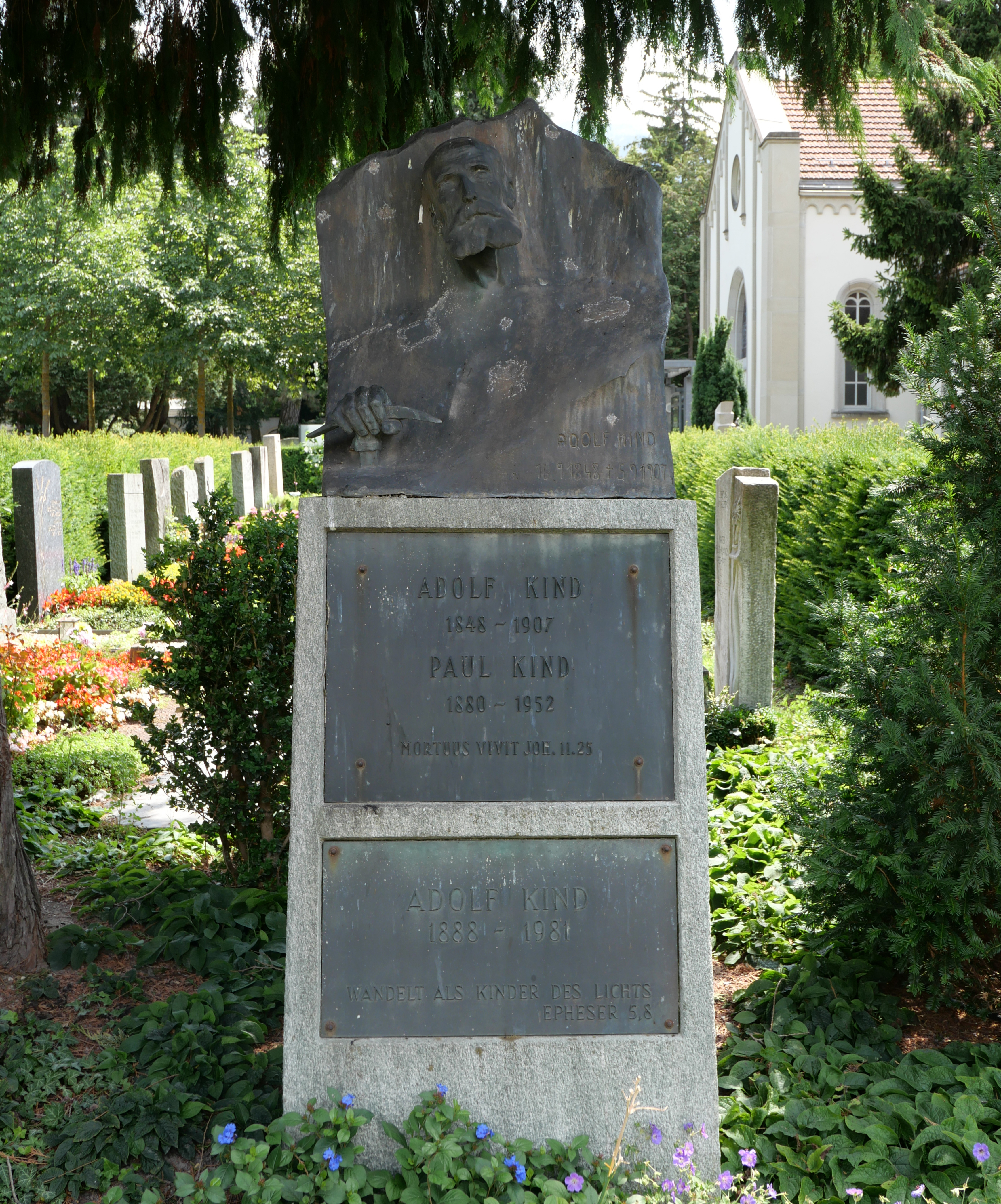
Das Grab von Kind, seinem Sohn Paul bzw. Paolo und einem anderen Adolf Kind (1888–1981) auf dem Friedhof Daleu in Chur.

1898 unternahmen Adolfo Kind, sein Sohn Paolo Kind (1880–1952) und Adolf Hess die erste Bergtour auf Skiern im Val Sangone (ITA). Die Entwicklung im Bereich Hochgebirgstouren mit Skis wurde unter anderem auch von Luciano Roiti und Ottorino Mezzalama stark gefördert, die wie Adolfo Kind, ebenfalls Mitglieder im Club Alpino Italiano (CAI) waren. Und so kam es, dass der italienische Alpenverein (CAI) auf Anstoss von Adolfo Kind und Adolf Hess hin gegen Ende 1901 den ersten Skiverein Italiens, den Ski Club Torino, gründete. Bald folgten zwei weitere in Genua und Mailand. Adolfo Kind war eines der ersten Mitglieder und später Präsident des Club Alpino Accademico Italiano (CAAI), der seit 1904 mit dem Turiner Skiklub kooperierte. Nur wenige Jahre später baute der Ski Club Torino 1913 beim Clot de Sabouiller oberhalb Sauze d’Oulx im Valle di Susa eine erste Skihütte, die zur Erinnerung an Adolfo Kind den Namen Capanna Kind erhielt.
Adolfo Kind verunglückte 1907 auf tragische Weise beim Aufstieg auf den Piz Bernina über den Biancograt. Sein Sohn Paolo Kind gründete 1908 die „Unione Ski Club Italiani“, die später in der FISI aufging.
Der Ski Club Torino trug jährlich (mit einigen Unterbrüchen) zu Ehren Adolfo Kinds bis zu seinem 100. Todesjahr (2007) den „Trofeo Kind“ aus. Ferner trägt die Strecke der ersten dokumentierten Skitour Italiens, die Adolfo Kind und Adolf Hess im Dezember 1898 im Val Sangone unternahmen, heute den Namen „Pista Adolfo Kind“.